# Split At Night (jazz festival)
Split At Night, hrvatski festival jazza koji se održava u Splitu, u podrumima Dioklecijanove palače. 
Idejni začetnici i organizatori su jazz dvojac Sara & Jappa, odnosno Sara Brodarić i njezin otac Željko Brodarić Jappa. Ime festivala je po kultnoj Brodarićevoj pjesmi iz sastava Metka u kojem je svirao Split At Night. Na zamisao o festivalu došli su uoči Sarina i Jappina koncerta Split at Night Jazz održanog u srcu ljeta u velikoj dvorani carskih Podruma 2018. godine. Prvo izdanje festivala bilo je kolovoza 2019. godine. Uz domaćine Saru & Jappu nastupili su Repassage, Tamara Obrovac i Uroš Rakovec.